# Zwartkeelturco
De zwartkeelturco (Pteroptochos tarnii) is een zangvogel uit de familie Rhinocryptidae (tapaculo's).

## Leefwijze
Deze vogel kan zijn neusgaten op zijn snavel openen en afsluiten, hierdoor kan hij ook in dichte ondergroei zoeken naar voedsel.

## Verspreiding en leefgebied
Deze soort komt voor in centraal en zuidelijk Chili en zuidwestelijk Argentinië.

## Status
De grootte van de populatie is niet gekwantificeerd maar de soort wordt omschreven als vrij algemeen. Op de Rode lijst van de IUCN heeft deze soort de status niet bedreigd.